# مارکو آسنسیو
مارکو آسنسیو (به اسپانیایی: Marco Asensio) (زادهٔ ۲۱ ژانویهٔ ۱۹۹۶) بازیکن فوتبال اهل اسپانیا است که برای باشگاه فوتبال فنرباغچه بازی می‌کند.

## سابقه باشگاهی
از باشگاه‌هایی که آسنسیو در آنها بازی کرده می‌توان به باشگاه مایورکا بی، رئال مایورکا، اسپانیول و  رئال مادرید اشاره کرد.

## عملکرد باشگاهی

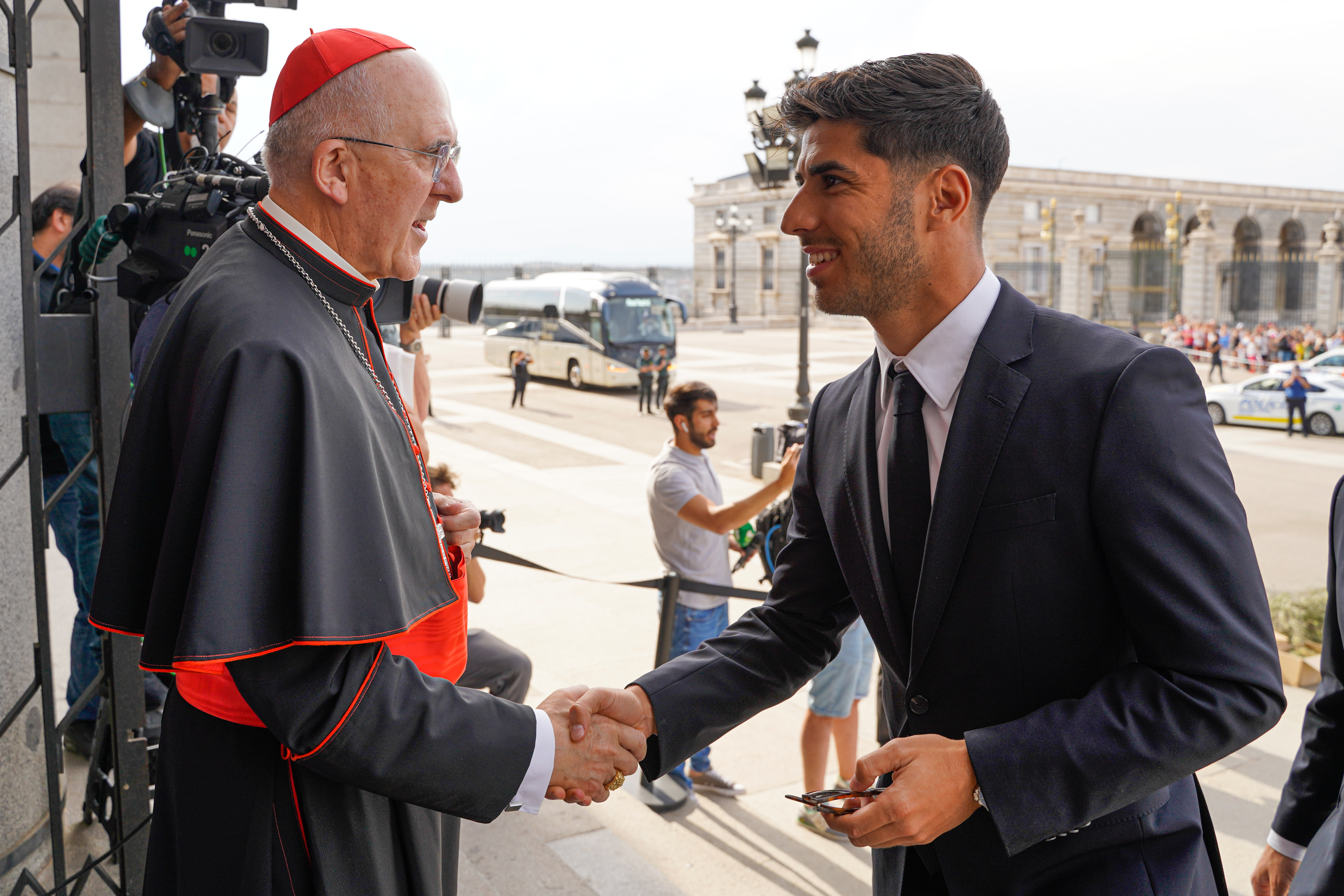
مارکو آسنسیو پس از قهرمانی در اروپا

آسنسیو جزئی از ترکیب مایورکا بود که از ۱۱ سالگی با این باشگاه همراه بود. او در ۱۷ سالگی در دسته دوم اسپانیا به میدان رفت. در آن فصل، او ۵۶ بازی انجام داد و ۷ گل برای مایورکا به ثمر رساند. رئال مادرید مارکو آسنسیو را در دسامبر ۲۰۱۴ وقتی ۱۸ ساله بود و فقط ۱۴ ماه برای مایورکا بازی کرده بود، به خدمت گرفت. قیمت انتقال وی به رئال مادرید او ۳٫۹ میلیون یورو بود. او در به مدت دو فصل در تیم‌های مایورکا و اسپانیول به صورت قرضی بازی کرد و دوباره به تیم رئال مادرید بازگردانده شد. آسنسیو در ابتدای کار با حضور یک فصلی خود به عنوان پدیده لالیگا فصل ۲۰۱۵–۲۰۱۶ انتخاب شد. آسنسیو در ادامه تا پیش از شروع فصل ۲۰۱۸ لا لیگا در هر سه تورنمنت معتبر سوپرجام اروپا، سوپر جام فوتبال اسپانیا و فینال لیگ قهرمانان اروپا ۲۰۱۷ که حضور داشت، موفق به گلزنی شد. وی در تیم ملی زیر ۲۱ سال اسپانیا نیز خوش درخشید و در رقابت‌های یورو زیر ۲۱ سال اروپا ۲۰۱۷ به عنوان بهترین مهاجم مرکزی مسابقات انتخاب شد. آسنسیو درخشش خود را در فصل ۲۰۱۷–۱۸ و نیمه فصل ۲۰۱۸–۱۹ نیز تکرار کرد اما با مصدومیت دوران درخشش وی نیز تمام شد و روند بد آسنسیو تا ۲۰۲۰–۲۱ نیز ادامه داشت. در طول فصل ۲۰۲۰–۲۱ آسنسیو دوباره روند رو به رشدی در پیش گرفت توانست ۷ گل بزند. آسنسیو در فصل ۲۰۲۱–۲۲ بهترین آمار فردی خود را با به ثمر رساندن ۱۲ گل به ثبت رساند تا نقش مهمی در موفقیت‌های آن فصل رئال مادرید داشته باشد. همچنین وی به واسطه شوت های از راه دور فوق العاده اش در دنیای فوتبال معروف است 

## آمار باشگاهی
تا تاریخ ۲ مارس  ۲۰۲۴
| عملکرد            | عملکرد            | عملکرد            | لیگ    | لیگ    | جام        | جام        | قاره‌ای | قاره‌ای | سایر | سایر | مجموع | مجموع |
| فصل               | باشگاه            | لیگ               | بازی   | گل     | بازی       | گل         | بازی   | گل     | بازی | گل   | بازی  | گل    |
| —                 | —                 | —                 | لالیگا | لالیگا | کوپا دل ری | کوپا دل ری | اروپا  | اروپا  | دیگر | دیگر | مجموع | مجموع |
| ----------------- | ----------------- | ----------------- | ------ | ------ | ---------- | ---------- | ------ | ------ | ---- | ---- | ----- | ----- |
| ۱۴–۲۰۱۳           | مایورکا بی        | ترسرا دیویسیون    | ۱۴     | ۳      | ۰          | ۰          | ۰      | ۰      | ۰    | ۰    | ۱۴    | ۳     |
| ۱۴–۲۰۱۳           | مایورکا           | سگوندا دیویسیون   | ۲۰     | ۱      | ۰          | ۰          | ۰      | ۰      | ۰    | ۰    | ۲۰    | ۱     |
| ۱۵–۲۰۱۴           | مایورکا           | سگوندا دیویسیون   | ۳۶     | ۶      | ۰          | ۰          | ۰      | ۰      | ۰    | ۰    | ۳۶    | ۶     |
| مجموع مایورکا     | مجموع مایورکا     | مجموع مایورکا     | ۵۶     | ۷      | ۰          | ۰          | ۰      | ۰      | ۰    | ۰    | ۵۶    | ۷     |
| ۱۶–۲۰۱۵           | اسپانیول          | لالیگا            | ۳۴     | ۴      | ۳          | ۰          | ۰      | ۰      | ۰    | ۰    | ۳۷    | ۴     |
| مجموع اسپانیول    | مجموع اسپانیول    | مجموع اسپانیول    | ۳۴     | ۴      | ۳          | ۰          | ۰      | ۰      | ۰    | ۰    | ۳۷    | ۴     |
| ۱۷–۲۰۱۶           | رئال مادرید       | لالیگا            | ۲۳     | ۳      | ۶          | ۳          | ۸      | ۳      | ۱    | ۱    | ۳۸    | ۱۰    |
| ۱۸–۲۰۱۷           | رئال مادرید       | لالیگا            | ۳۲     | ۶      | ۵          | ۲          | ۱۲     | ۱      | ۴    | ۲    | ۵۳    | ۱۱    |
| ۱۹–۲۰۱۸           | رئال مادرید       | لالیگا            | ۳۰     | ۱      | ۵          | ۳          | ۷      | ۲      | ۲    | ۰    | ۴۴    | ۶     |
| ۲۰–۲۰۱۹           | رئال مادرید       | لالیگا            | ۹      | ۳      | ۰          | ۰          | ۱      | ۰      | ۰    | ۰    | ۱۰    | ۳     |
| ۲۱–۲۰۲۰           | رئال مادرید       | لالیگا            | ۳۵     | ۵      | ۱          | ۰          | ۱۱     | ۲      | ۱    | ۰    | ۴۸    | ۷     |
| ۲۲–۲۰۲۱           | رئال مادرید       | لالیگا            | ۳۱     | ۱۰     | ۲          | ۱          | ۸      | ۱      | ۱    | ۰    | ۴۲    | ۱۲    |
| ۲۳–۲۰۲۲           | رئال مادرید       | لالیگا            | ۳۱     | ۹      | ۵          | ۰          | ۱۲     | ۳      | ۳    | ۰    | ۵۱    | ۱۲    |
| مجموع رئال مادرید | مجموع رئال مادرید | مجموع رئال مادرید | ۱۹۱    | ۳۷     | ۲۴         | ۹          | ۵۹     | ۱۲     | ۱۲   | ۳    | ۲۸۶   | ۶۱    |
| ۲۴–۲۰۲۳           | پاری سن-ژرمن      | لیگ ۱             | ۱۲     | ۴      | ۳          | ۱          | ۳      | ۰      | ۱    | ۰    | ۱۹    | ۵     |
| مجموع آمار        | مجموع آمار        | مجموع آمار        | ۳۰۷    | ۵۵     | ۲۷         | ۱۰         | ۶۲     | ۱۲     | ۱۳   | ۳    | ۴۰۸   | ۷۷    |

### آمار پاس گل
| فصل     | تیم          | پاس گل |
| ------- | ------------ | ------ |
| ۱۴–۲۰۱۳ | مایورکا      | ۱      |
| ۱۵–۲۰۱۴ | مایورکا      | ۸      |
| ۱۶–۲۰۱۵ | اسپانیول     | ۱۵     |
| ۱۷–۲۰۱۶ | رئال مادرید  | ۴      |
| ۱۸–۲۰۱۷ | رئال مادرید  | ۶      |
| ۱۹–۲۰۱۸ | رئال مادرید  | ۹      |
| ۲۰–۲۰۱۹ | رئال مادرید  | ۱      |
| ۲۱–۲۰۲۰ | رئال مادرید  | ۳      |
| ۲۲–۲۰۲۱ | رئال مادرید  | ۲      |
| ۲۳–۲۰۲۲ | رئال مادرید  | ۸      |
| ۲۴–۲۰۲۳ | پاری سن-ژرمن | ۱      |
| مجموع   | مجموع        | ۵۸     |

## آمار ملی

### بازی‌های ملی
تا تاریخ ۸ سپتامبر ۲۰۲۳
| اسپانیا | اسپانیا | اسپانیا | اسپانیا |
| سال     | بازی    | گل      | پاس گل  |
| ------- | ------- | ------- | ------- |
| ۲۰۱۶    | ۲       | ۰       | ۰       |
| ۲۰۱۷    | ۶       | ۰       | ۱       |
| ۲۰۱۸    | ۱۲      | ۱       | ۷       |
| ۲۰۱۹    | ۴       | ۰       | ۱       |
| ۲۰۲۰    | ۲       | ۰       | ۰       |
| ۲۰۲۲    | ۹       | ۱       | ۴       |
| ۲۰۲۳    | ۳       | ۰       | ۱       |
| مجموع   | ۳۸      | ۲       | ۱۴      |

### گل‌های ملی
| شماره | تاریخ           | میزبان | بازی ملی | حریف      | نتیجه | رقابت                    |
| ----- | --------------- | ------ | -------- | --------- | ----- | ------------------------ |
| ۱     | ۱۱ سپتامبر ۲۰۱۸ | الچه   | ۱۷       | کرواسی    | ۶–۰   | لیگ ملت‌های اروپا ۱۹–۲۰۱۸ |
| ۲     | ۲۳ نوامبر ۲۰۲۲  | دوحه   | ۳۲       | کاستاریکا | ۷–۰   | جام جهانی ۲۰۲۲ قطر       |

## افتخارات
- لیگ قهرمانان اروپا: ۲۰۱۶–۲۰۱۷، ۲۰۱۷–۲۰۱۸ ،۲۰۲۱-۲۰۲۲
- سوپرجام اروپا: ۲۰۱۷,۲۰۲۲
- جام باشگاه‌های جهان: ۲۰۱۷، ۲۰۱۸، ۲۰۲۲
- لالیگا: ۲۰۱۶–۲۰۱۷، ۲۰۱۹–۲۰۲۰ ،۲۰۲۱-۲۰۲۲
- سوپرجام اسپانیا: ۲۰۱۷، ۲۰۱۹، ۲۰۲۱
- ملی
- لیگ ملت های اروپا: ۲۰۲۳